# Márcio Araújo
Márcio Henrique Barroso Araújo (* 12. Oktober 1973 in Fortaleza, Brasilien) ist ein brasilianischer Beachvolleyballspieler, Weltmeister und Silbermedaillengewinner bei Olympischen Spielen.

## Karriere
1996 startete Márcio Araújo seine Beachvolleyballkarriere. Bis 1998 bildete er mit Reis Castro ein Team, die beiden erreichten als beste Platzierung einen 17. Platz. Besser lief es ab 1999 mit dem neuen Partner Benjamin, die beiden gewannen gleich ihr erstes FIVB-C&S-Turnier in Cagliari. Diesem Titel folgten bis 2004 sieben Erfolge bei World-Tour-Turnieren und der Gewinn der Bronzemedaille bei den Weltmeisterschaften 2003 in ihrem Heimatland in Rio de Janeiro.
Mit Fábio Luiz Magalhães begann für Araújo eine noch erfolgreichere Zusammenarbeit. 2005 wurde er zum besten Abwehrspieler und in den folgenden drei Jahren zum besten Zuspieler der FIVB-Beachserie gewählt. In den Jahren 2005 und 2006 standen Araújo und Fábio Luiz bei sieben Veranstaltungen auf dem obersten Treppchenplatz, bei 28 Events erreichten die beiden Brasilianer neunzehn Mal das Halbfinale, dabei gab es siebzehn Mal eine Medaille. Höhepunkt war der Gewinn der Weltmeisterschaft 2005 in Berlin. Dort gewannen die beiden Südamerikaner nach der Niederlage in ihrem Eröffnungsspiel neun Partien in Folge.
Diesen Erfolg konnten sie bei den Olympischen Spielen in Peking 2008 nicht ganz wiederholen, nach dem Sieg im Semifinale gegen ihre Landsleute Ricardo Santos/Emanuel Rego verloren Araújo/Magalhães das Finale gegen die Amerikaner Rogers/Dalhausser und holten sich Silber. Das folgende Jahr verlief nicht mehr so erfolgreich für die beiden Brasilianer. Hatten sie 2007 noch drei und 2008 zumindest noch ein FIVB-Turnier gewonnen, gab es 2009 als beste Platzierung einen dritten Platz in Brasília.

### 2010
2010 startet Márcio Araújo mit Ricardo Santos. Nach einem geglückten Start mit einem fünften Platz dauerte es bis zum Turnier in der Schweiz, ehe Araújo und Santos zum ersten Mal gemeinsam eine Medaille gewinnen konnten. Nach einer Dreisatzniederlage gegen die Deutschen Koreng/Klemperer siegten die beiden Brasilianer im Spiel um den dritten Platz deutlich mit 2:0. Nachdem sie in Marseille auf einen Start verzichtet hatten, erreichten die beiden Südamerikaner bei den folgenden vier Veranstaltungen jeweils das Halbfinale. Während sie in Österreich und Norwegen die beiden letzten Spiele verloren und den vierten Platz belegten, entschieden sie beim Mazuri Grand Slam nach der Niederlage in der Vorschlussrunde das Spiel um den dritten Platz gegen Klemperer und Koreng für sich. Noch besser lief es für Márcio Araújo und Ricardo bei den Åland Open, wo sie erst im Finale von Rogers und Dalhausser bezwungen wurden.

### 2011
In der Hauptstadt ihres Heimatlandes belegten Márcio Araújo und Ricardo den vierten Platz, in Prag wurden sie Fünfte, während sie beim Grand Slam in Peking an den bis dahin amtierenden Weltmeistern Brink und Reckermann im Achtelfinale scheiterten. Bei den Welttitelkämpfen 2011 in Rom gewannen Araújo und Santos ihren Pool trotz einer Niederlage gegen die Niederländer Boersma E./Spijkers, da sie das Spiel gegen Redmann/Saxton aus Kanada gewonnen hatten und den direkten Vergleich gegen die punktgleichen Schweizer Gabathuler/Schnider zu ihren Gunsten entscheiden konnten. In der ersten Hauptrunde gelang den Brasilianern ein 2:0-Sieg über die Polen Kadziola/Szalankiewicz, im Achtelfinale setzten sie sich äußerst knapp in drei Sätzen gegen die Deutschen Dollinger/Windscheif durch und im Viertelfinale verloren die Spanier Herrera/Gavira gegen die Südamerikanern mit 0:2 Sätzen. Die Letten Plavins/Smedins wurden im Halbfinale mit 22:20 und 21:16 von Márcio Araújo und Ricardo bezwungen, die erst im Endspiel dem langjährigen Partner Santos’ Emanuel Rego und dessen neuen Teamgefährten Alison unterlagen. Somit besitzt Márcio Henrique Barroso Araújo einen kompletten Medaillensatz der Beachvolleyball-Weltmeisterschaften. Seit Ende Juli spielt Márcio Araújo wieder zusammen mit seinem ehemaligen Partner Benjamin Insfran und gewann gleich die Åland Open.

### 2012
In dieser Saison bildeten Márcio Araújo und Pedro ein Beachduo. Beim Auftaktturnier in ihrem Heimatland belegten die beiden Brasilianer den neunten Platz. Besser lief es in Myslowice mit dem Erreichen des Endapiels und in Shanghai, dort erkämpften sich die Südamerikaner den Bronzerang. Nach einem neunten Platz in Peking, der Halbfinalteilnahme in Prag sowie zwei weiteren neunten Plätzen in Moskau und Rom scheiterten Márcio Araújo und Pedro Solberg in Gstaad in der Country Quota an Pedros letztjährigem Partner Ferramenta und Thiago. In Berlin wurden Araújo und Pedro Fünfte. In Österreich erreichten sie ihr zweites Finale 2012, das sie gegen die Niederländer Nummerdor/Schuil verloren. Zum Abschluss des Jahres belegten die Südamerikaner in Polen den 25. Rang. Anschließend beendete Márcio Henrique Barroso Araújo seine internationale Karriere.

### 2014 bis 2017
Mit verschiedenen Partnern spielte Márcio Araújo in diesen Jahren überwiegend auf nationalen Turnieren.

## Privates
Márcio Araújo hat eine Schwester Luiza Helena und zwei Brüder Carlos Andre und Fábio. Er ist mit Renata verheiratet und hat eine Tochter Mirela. Seine Mutter arbeitet für die Regierung, sein Vater ist am Theater.